# Beffroi de Dunkerque
Le beffroi de Dunkerque est un monument français du XVe siècle classé monument historique depuis 1840. Le beffroi est aussi inscrit au patrimoine mondial de l'UNESCO au titre des beffrois de Belgique et de France depuis 2005. Il a été construit aux alentours de 1440 en lieu et place d'une ancienne tour de guet.

## Histoire
La tour haute de 58 mètres est construite en brique dans le style gothique. À l'origine elle est érigée au treizième siècle comme tour du guet et repère nautique. Vers 1450 l'église Saint-Éloi est rattachée, et lui sert de clocher. En 1558, les français menés par le maréchal de Thermes envahissent la ville et brûlent l’église. Seule la tour subsiste. La reconstruction de l'église commence vers 1560 sous la direction du maître-d'œuvre Jean de Renneville mais, faute de moyens, les travaux s'interrompent en 1585. L'ancienne tour, séparée de la nouvelle église par une partie des ruines de la première église, reste isolée et sert à la fois de clocher, de beffroi municipal, et d'amer. Le projet original ne sera jamais terminé.

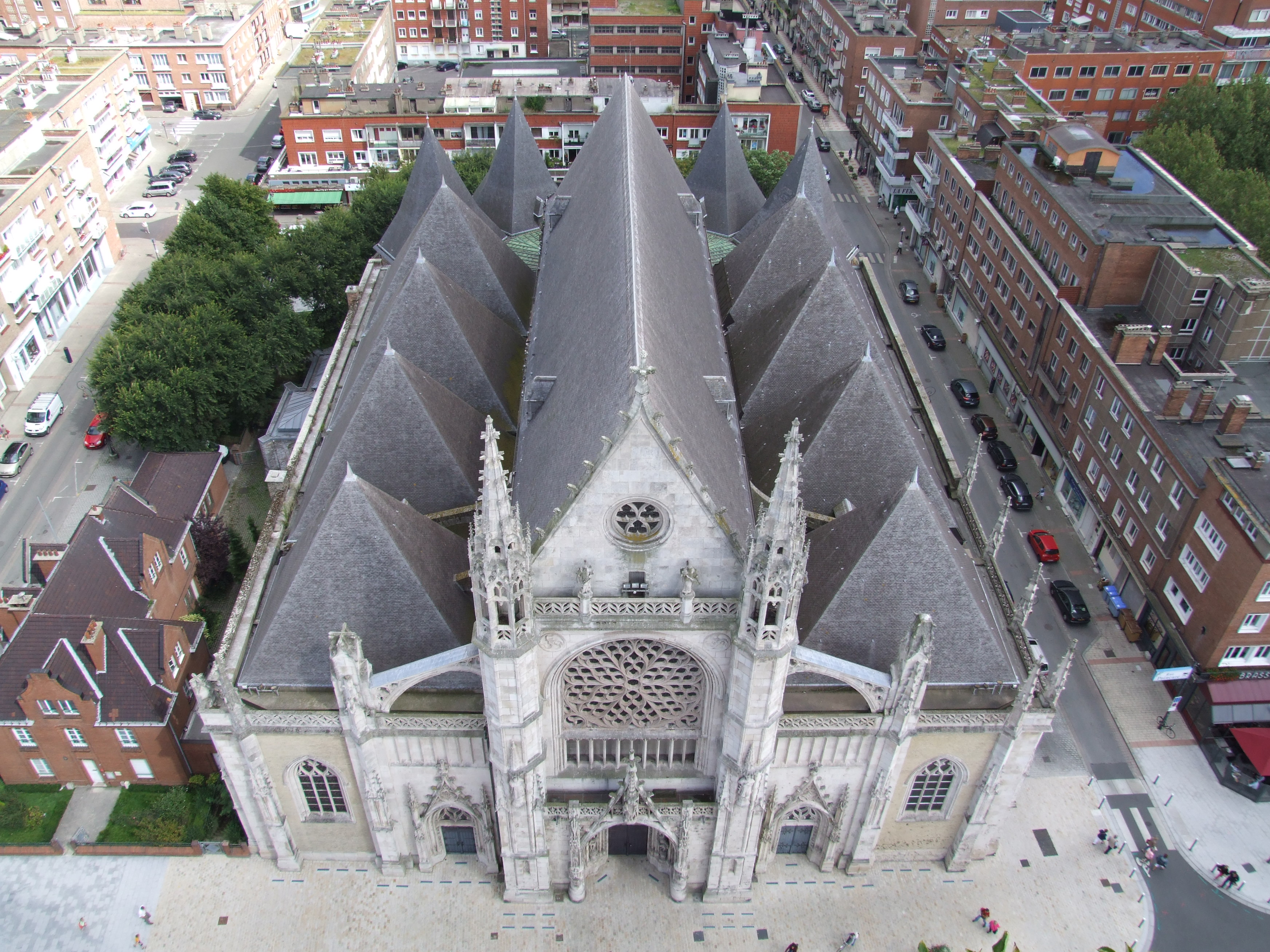
Vue de l'église de Saint-Eloi du Beffroi de Dunkerque.

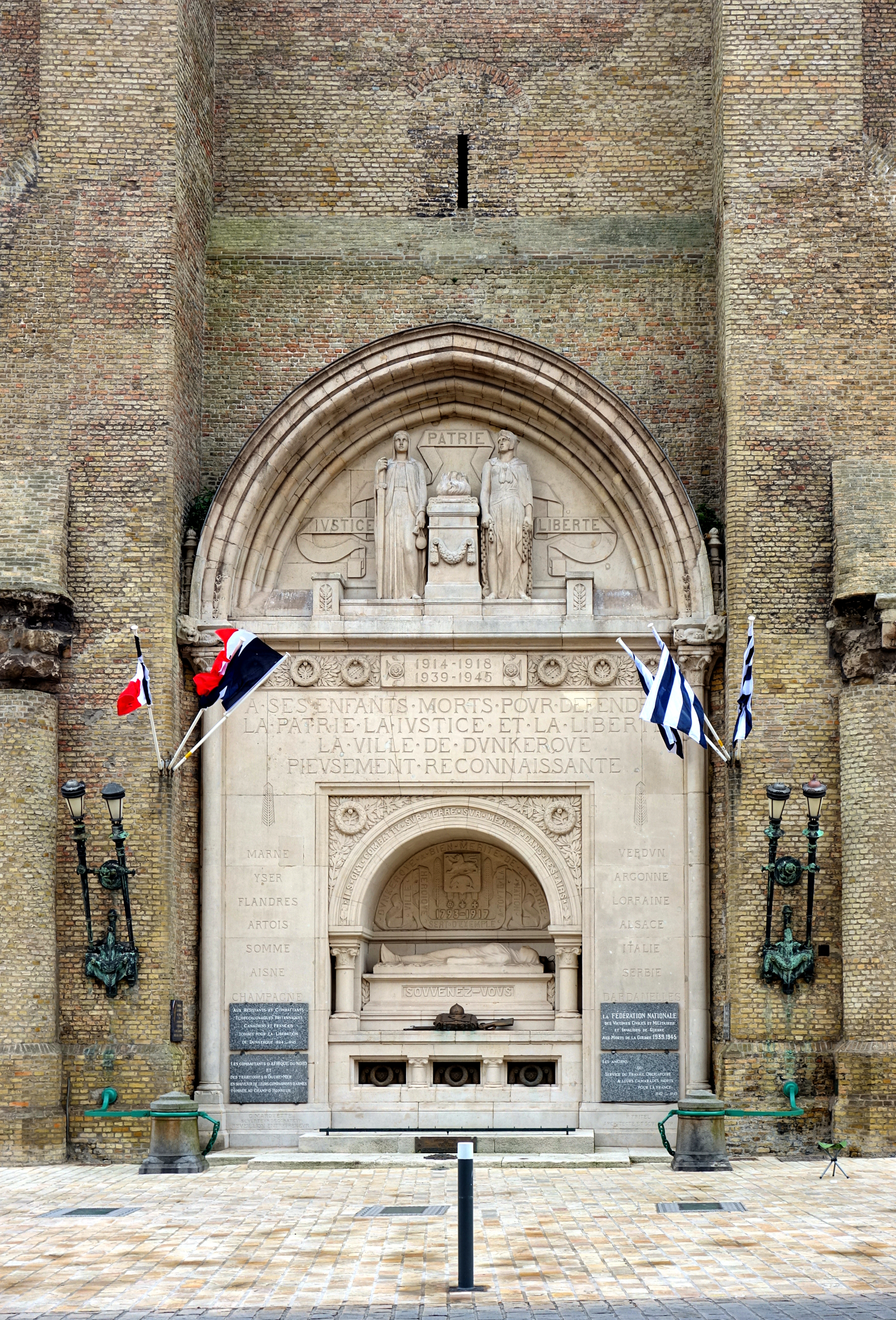
Le monument aux morts, au pied du beffroi

En 1782, le beffroi est définitivement séparé de l'église par une rue. En 1835, on modifie son couronnement. Après la Première Guerre mondiale, le 15 avril 1923, on modifie la base afin qu'elle reçoive un cénotaphe à la mémoire des morts de la Grande Guerre, réalisé par Pierre Fritel.

## Mobilier
Le Beffroi sert toujours de clocher et abrite actuellement un carillon de 48 cloches datant de 1962 : le bourdon Jean Bart pèse 5 tonnes. Ce carillon est toujours utilisé aujourd'hui et peut être visité. Le carillon s'atteint par un escalier en colimaçon étroit, qui mène jusqu'en haut du beffroi, offrant une vue panoramique sur la ville de Dunkerque.